# Эскадренные миноносцы типа «Мая»
Эскадренные миноносцы типа «Мая» (яп. まや型護衛艦 мая-ката-гоэйкан, по имени горы Мая близ Кобе) — серия эсминцев Морских сил самообороны Японии, представляющие собой модифицированную версию  эскадренных миноносцев типа «Атаго»с обновленной БИУС «Иджис» и электрической силовой установкой. По состоянию на 2021 год в строю находятся два корабля этого типа: «Мая» (введён с строй 19 марта 2020 г. ) и «Хагуро» (19 марта 2021 г.)

## История
Первые японские корабли с системой управления «Иджис» — эскадренные миноносцы типа «Конго» — были заложены в 1990 году. С 2004 года строились их модифицированные версии типа «Атаго».
Однако даже после того, как четыре эсминца типа «Конго» и два эсминца типа «Атаго» были введены в строй, возникла необходимость еще два корабля системы «Иджис» для замены эсминцев типа «Хатакадзе», последних находившихся в строю кораблей системы «Тартар».  Строительство двух эсминцев, оборудованных системой «Иджис», было включено в Руководство по программе национальной обороны на 2014 финансовый год и последующие годы. Первый корабль, «Мая», был профинансирован в рамках бюджета на 2015 финансовый год. Стоимость единицы составляет ¥165 млрд.

## Конструкция
Несмотря на то, что корабль в основном повторяет характеристики типа «Атаго», он обладает обладает более крупным корпусом для установки гибридной электрической силовой установки.
Эсминцы оснащены двигательной установкой COGLAG (комбинированная газотурбинно-электрическая и газотурбинная установка), которая является вариантом комбинированной газотурбинной силовой установки, использующим турбоэлектрическую трансмиссию для движения на малых скоростях. Тестирование двигательной установки проходило на корабле «Асука», первым боевым кораблём с установкой этого типа стали корабли типа «Асахи». В то время как система на кораблях типа «Асахи» имела бортовое напряжение в 450 вольт, на кораблях типа «Мая» напряжение повышено до 6600 В. 
Японский флот ранее использовал интегрированную электрическую силовую установку на вспомогательных судах, и ожидается, что в будущем она будет внедрена на боевых кораблях.

## Оборудование
Корабли оснащены новой модификацией системы Aegis Weapon System (AWS) Baseline 9C (называемой в Японии J7), в то время как корабли типа «Атаго» используют Baseline 7 (в настоящее время в процессе модернизации обновляется до Baseline 9C).   Система включает Cooperative Engagement Capability (CEC), что позволит кораблю обмениваться информацией о наблюдении или целеуказании с другими системами, оснащенными CEC, включая корабли американских или австралийских ВМС или американскими и японскими самолётами ДРЛО E-2 Hawkeye. В дополнение к AWS они также оснащены системой ПРО Aegis BMD 5.1; это первые корабли японского флота, у которых возможность уничтожать баллистические ракеты была изначально заложена в проект.
В дополнение к существующим зенитным ракетам SM-2MR Block IIIB в будущем также будут установлены SM-6. Ракеты SM-6 могут быть использоваться в рамках CEC. В то время как основное назначение SM-6 заключается в перехвате вражеских самолетов и крылатых ракет, она также способна перехватывать баллистические ракеты на терминальном участке траектории и может использоваться как противокорабельная ракета.
В качестве противоракетных комплексов эти корабли оснащены SM-3 Block IA, IB и IIA . SM-3 Block IIA — это последний вариант ракет SM-3, радикально переработанный для защиты более широких территорий.
Корабль будет вооружён противокорабельными ракетами Type 17 (SSM-2) в дополнение к существующим Type 90 (SSM-1B). Для легких торпед используются торпедные аппараты HOS-303, вместо HOS-302, которыми вооружены эсминцы «Атаго».
Планируется, что будущее вооружение кораблей будет включать в себя рельсотрон японской разработки и систему лазерной защиты.
Корабли имеют вертолетную площадку и ангар в кормовой части и могут нести один вертолет. Хотя обычно на кораблях нет вертолётов, все необходимое оборудование для работы с вертолётами установлено.

## Состав серии
| Номер   | Название | Заложен    | Спущен     | В строю    | Верфь         |
| ------- | -------- | ---------- | ---------- | ---------- | ------------- |
| DDG-179 | «Мая»    | 17.04.2017 | 30.07.2018 | 19.03.2020 | JMU, Иокогама |
| DDG-180 | «Хагуро» | 23.01.2018 | 17.07.2019 | 19.03.2021 | JMU, Иокогама |

### Происхождение названий
«Мая» унаследовал название от японского тяжелого крейсера типа «Такао» времен Второй мировой войны , а «Хагуро»  — от одноимённого тяжелого крейсера типа «Мёко». 